# Amilose
Amilose é uma molécula formada por resíduos de glicose. Estes formam um polímero linear
Constituído de 250 a 300 resíduos de D-glicopiranose, ligados por pontes glicosídicas α(1-4), que tendem a assumir  um arranjo helicoidal.
Juntamente com a amilopectina é o polímero que forma o amido. Nas proporções de amilose 20-30% e amilopectina 70-80%.

## Estrutura
Amilose é composta por moléculas de glicose de ligação α(1→4). Os átomos de carbono são numerados a partir do carbono da função aldeído (C=O), portanto o carbono 1 da primeira molécula de glicose está ligado ao carbono 4 da molécula de glicose seguinte. A representação da cadeia de amilose está representada à direita. Uma cadeia de amilose contém cerca de 300 a 3000 subunidades de glicose (n), mas pode conter vários milhares.
Existem três formas possíveis que uma cadeia de amilose pode tomar; uma conformação desordenada e amorfa ou duas formas de hélice diferentes. Ela pode se ligar a si mesma em uma dupla hélice (forma A ou B), ou ela pode se ligar com outra molécula hidrofóbica, como iodo, algum ácido graxo ou composto aromático. Esta é conhecida como "forma V" e é assim que a amilopectina se liga a amilose para formar amido. Dentro deste grupo existem muitas variações, todas elas denotadas com "V" e um subscrito identificando o número de moléculas de glicose que cada volta tem. A forma mais comum é V6, que contém 6 unidades de glicose por volta, mas formas V7 e V8 podem existir também. Essas provém mais espaço para que uma molécula exógena possa se ligar.
A estrutura α(1→4) promove a formação de uma estrutura em hélice, possibilitando que ligações de hidrogênio se formem entre os átomos de oxigênio ligados ao carbono 2 de uma molécula de glicose e o carbono 3 da próxima molécula.

## Propriedades físicas
Devido ao fato de as cadeias lineares longas da amilose se cristalizarem mais prontamente que as de amilopectina (que possui cadeias curtas e altamente ramificadas), amido com alto conteúdo de amilose é mais resistente à digestão. Ao contrário da amilopectina, amilose não é solúvel em água fria. Ela também pode reduzir a cristalinidade da amilopectina e a facilidade com que a água pode infiltrar no amido.* Quanto maior a concentração de amilose, menor o potencial de expansão e menor a força do gel para a mesma concentração de amido. Isso pode ser remediado parcialmente se o tamanho do grânulo for aumentado.
Análises de difração de raio-X da fibra e técnicas de refinamento estrutural demonstraram a existência de polimorfos A-, B- e C- para a amilose. Cada uma destas corresponde às formas A-, B- e C- do amido. As formas A- e B- apresentam estruturas helicoidais e conteúdo de água distintos, enquanto a forma C- é uma mistura das formas A- e B-, resultando em uma estrutura com densidade de empacotamento intermediária.

## Função
Amilose é fundamental para o armazenamento de energia nas plantas. Ela é digerida com menos facilidade do que amilopectina; contudo, por ser mais linear que esta, ocupa menos espaço, sendo assim preferível para o armazenamento de amido nas plantas. Ela compõe cerca de 30% de todo amido encontrado em vegetais, embora a porcentagem específica varie de espécie para espécie. A enzima digestiva α-amilase é responsável pela quebra do amido em maltotriose e maltose, que podem ser utilizados como fonte de energia.
A amilose também é importante como um espessante, retentor de água, estabilizador de emulsificação e agente gelificante na indústria de alimentos. Cadeias helicoidais de amilose dispersas possuem interior hidrofóbico que pode se ligar a moléculas apolares como lipídeos e compostos aromáticos. Um problema possível, contudo, é que quando a amilose cristaliza ou se associa, ela pode perder estabilidade e liberar água no processo. Quando a concentração de amilose é aumentada, o gel fica menos aderente, mas sua firmeza aumenta.
Em laboratório, pode ser usada como marcador. Moléculas de iodo são aprisionadas na estrutura helicoidal da amilose, se ligando ao polímero do amido que absorve certas frequências de luz conhecidas. Esse é conhecido como o teste do iodo para amido. Se mistura amido com uma solução amarela de iodo; na presença de amilose, uma cor azul-preteada deverá ser observada. A intensidade da cor pode ser medida com um colorímetro, utilizando um filtro de luz vermelha para se determinar a concentração de amido presente na solução. Também é possível usar amido como um indicador de titulação envolvendo reações de redução de iodo.

## Estudos recentes
Variantes de arroz ricas em amilose têm índice glicêmico muito menor que o arroz comum, o que pode ser benéfico para diabéticos.